# David Seamands
David A. Seamands (ur. 6 lutego 1922, zm. 29 lipca lub 31 lipca 2006) – amerykański pastor metodystyczny, przywódca ewangelicznego ruchu odnowy w Zjednoczonym Kościele Metodystycznym.
Urodził się w rodzinie misjonarzy metodystów w Indiach, gdzie spędził większość dzieciństwa. Wraz z żoną Helen służyli jako misjonarze metodystyczni w Indiach od 1946 do 1962. W 1962 małżeństwo przyjechało do Stanów Zjednoczonych. Przez 22 lata pełnił funkcję pastora Zjednoczonego Kościoła Metodystycznego w Wilmore, w stanie Kentucky. Był profesorem w Asbury Theological Seminary w Wilmore. Interesował się wpływem stresu na codzienne funkcjonowanie człowieka oraz rozwojem duchowym jednostki ludzkiej. Jego kazania na kasetach były dystrybuowane w USA i poza granicami tego kraju. W 1981 wydał książkę Uzdrowienie zranionych uczuć (ang. Healing for Damaged Emotions) wydane przez Victor Books (w USA wydano 1,1 miliona egzemplarzy). W sumie siedem jego książek sprzedało się w ponad dwóch milionach egzemplarzy. Był wieloletnim redaktorem Christianity Today. Po przejściu na emeryturę w 1990 został mianowany dziekanem kaplicy w Asbury.
Począwszy od 1976 był delegatem na sześć Konferencji Generalnych Zjednoczonego Kościoła Metodystycznego. Na czterech z nich przedstawił raport mniejszości dla sekcji legislacyjnej zajmującej się kwestiami seksualności człowieka. Był również odpowiedzialny za powołanie Rady Misji Ewangelickiej.
Niedługo przed śmiercią zrezygnował z członkostwa w Zjednoczonym Kościele Metodystów z uwagi na skargę złożoną na niego, dotyczącą niewłaściwego zachowania seksualnego, do czego się przyznał. Przeprosił wówczas za nadużywanie zaufania otaczających go osób.
Miał żonę Helen i trójkę dzieci.